# مطبخ جبل طارق
مطبخ جبل طارق هو نتيجة لعلاقة طويلة بين شعب الأندلس الإسباني وشعب بريطانيا العظمى، بالإضافة إلى العديد من الأجانب الذين اتخذوا من جبل طارق وطنهم على مدى القرون الثلاثة الماضية. تشمل هذه التأثيرات تلك الخاصة بتقاليد الطهي في مالطا وجنوة والبرتغال. أنتج هذا التزاوج بين الأذواق في جبل طارق مزيجًا انتقائيًا من المأكولات المتوسطية والبريطانية.

## الباستا

### روستو
طبق معكرونة محلي شهير من أصل إيطالي يتكون من بيني في صلصة الطماطم مع لحم البقر أو في بعض الأحيان لحم الخنزير والفطر والجزر (من بين الخضروات الأخرى حسب التقاليد العائلية) ومغطاة بـ «جبن إدام» المبشور. ربما يكون أصل اسمها من الكلمة الإيطالية «arrosto».

### الشعرية المخبوزة
طبق معكرونة مخبوزة يشبه إلى حد كبير المعكرونة الإسبانية المخبوزة أو المقرون المالطي أو المعجنات اليونانية التي تتكون من المعكرونة وصلصة البولونيز ومكونات أخرى مختلفة بما في ذلك البيض ولحم الخنزير المقدد والتي تختلف حسب التقاليد العائلية. عادة ما يتم تغطية المعكرونة بطبقة من الجبن المبشور أو البشاميل التي تذوب أثناء عملية الخبز وتساعد في تماسكها. على الرغم من أن المكون الرئيسي للطبق هو المعكرونة، إلا أن اسم Noodles Al Oven هو في الواقع كلمة إسبانية تعني «النودلز المخبوزة».

## الخبز

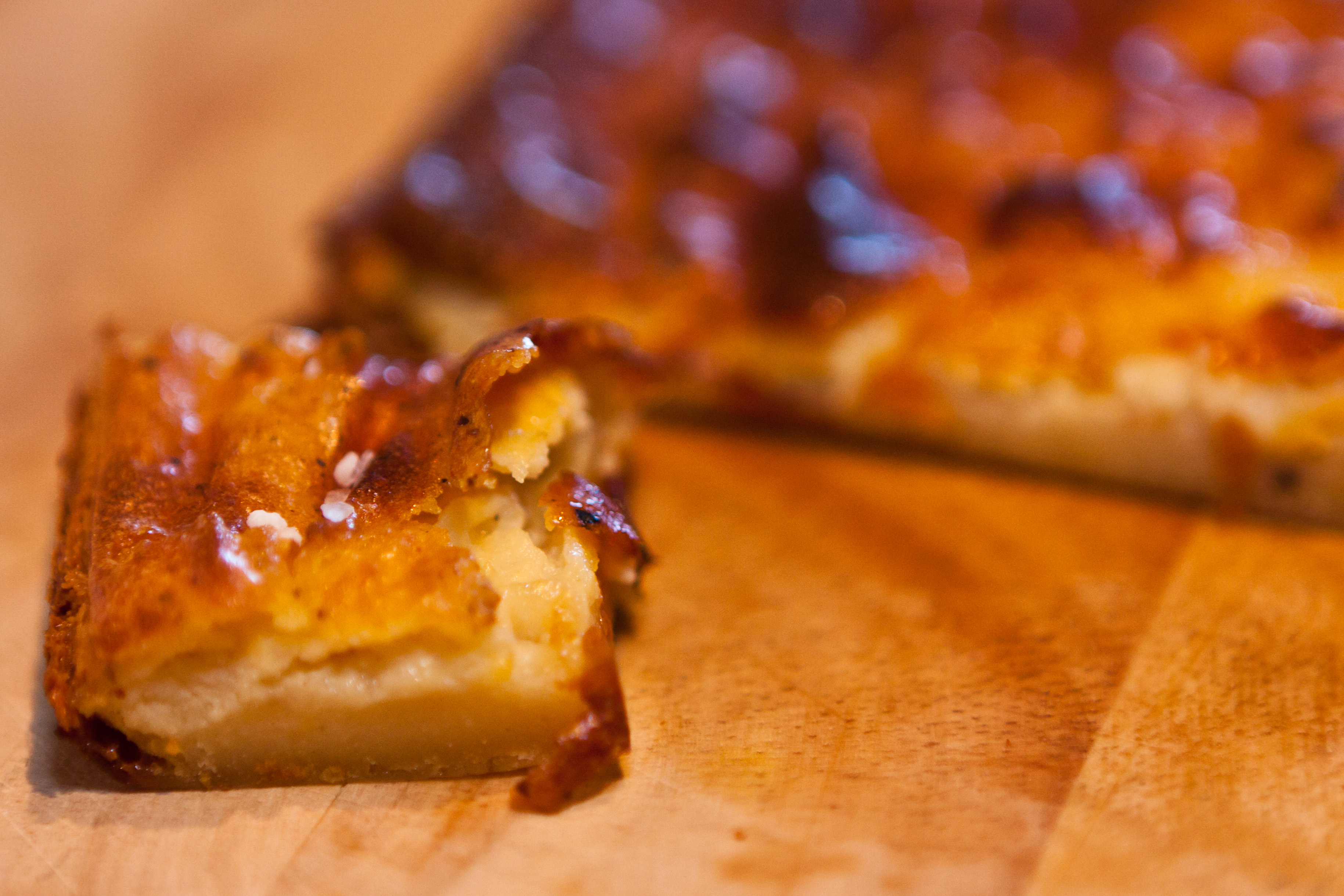
كالينتيتا مخبوزة في جبل طارق باستخدام الحليب والبيض بدلاً من الماء.

### كالينتيتا
هذا طبق مخبوز يشبه الفطيرة، يشبه الفاريناتا الإيطالية، المعروف أيضًا في جنوة باسم فاينا وفي أوروغواي والأرجنتين باسم فاينا، وفي منطقة نيس في فرنسا باسم سوكا. وهي مصنوعة من دقيق الحمص والماء وزيت الزيتون والملح والفلفل.
كلمة كالسيتا هي التصغير غير الرسمي الإسباني لكلمة كالينتي، وتعني «لطيفة ودافئة (أو ساخنة).»
يستهلك طبق مشابه جدًا على نطاق واسع في الجزائر، حيث يُعرف باسم كالينتيكا أو جالينتيتا أو كارانتيكا. يحتوي الطبق على نفس أصل الكلمة الإسبانية (الصيغة الضئيلة -ica بدلاً من -ita هي نموذجية لشرق إسبانيا). وفقا لمصادر محلية، أدخلت كالسيتا إلى الجزائر من قبل الإسبان المتحصنين في ميناء سانتا كروز خلال القرن السادس عشر.
بعد فترة وجيزة من عام 1704، أنشئت اتصالات موثقة جيدًا بين الساحل البربري وجبل طارق لتأمين الحامية، بعد أن فقد جبل طارق أراضيه الزراعية. من المحتمل أن اليهود السفارديم من الساحل البربري قد أعادوا تقديم هذا الطبق إلى جبل طارق، حيث حافظوا عليه بعد فقدان الوصفة أو فقدان شعبيتها في إسبانيا. نظرية أخرى مقترحة على نطاق واسع هي أن أصل كالسيتا يرجع إلى هجرات جنوة إلى جبل طارق وأيبيريا والتي بدأت قبل العمل الأنجلو هولندي عام 1704، على الرغم من أن اسمها يجعل هذا غير مرجح.
أصبح اليهود السفارديم من الساحل البربري مزودي طعام رئيسيين للبريطانيين في جبل طارق، حيث جلبوا معهم عاداتهم ولغاتهم وثقافتهم الغذائية. من المعتقد على نطاق واسع في جبل طارق أن هذا الاسم ربما جاء من الباعة المتجولين الذين كانوا يصرخون «كالينتيتا» لبيع بضاعتهم المطبوخة الطازجة، وهي كلمة نقلت من درجة الحرارة إلى المواد الغذائية. في الواقع، لا يزال بالوما، آخر بائع متجول في وارميتا، يتذكره كبار السن محليًا. وبما أن الاسم يمكن إرجاعه إلى القرن السادس عشر أثناء الوجود الإسباني في وهران، فهذا أصل خاطئ.

### بانيسا
طبق يشبه الخبز يشبه الكالينتيتا. يشترك في أصوله الإيطالية، وهو سليل الطبق الجنوي الذي يحمل نفس الاسم. على عكس كالينتيتا، تُطهى المكونات أولاً في قدر لمدة تزيد عن ساعة، مع التحريك باستمرار، لتكوين عجينة تُترك بعد ذلك لتتماسك. عندما تتماسك العجينة التي تشبه عصيدة من دقيق الذرة، تُقطع إلى شرائح صغيرة وتُقلى في زيت الزيتون.

### تورتا دي أسيلجاس
فطيرة السلق السويسرية تشبه إلى حد كبير فطيرة السبانكوبيتا اليونانية، والتي تعد عادة في وقت عيد الفصح.

### بولو دي هورناسو
خبز حلو وجاف يشبه الهورنازو الإسباني. وهي مصنوعة من الدقيق والسكر والبيض والزبدة أو السمن واليانسون. تؤكل Bollos de hornasso في عيد الفصح تمامًا كما هو الحال في إسبانيا، ولكنها تحظى بشعبية كبيرة أيضًا في جبل طارق خلال عيد الميلاد. يمكن عادةً تمييز هورناسوس جبل طارق عن الهورنازو الإسباني الأصلي لأنه لا يميل إلى تزيينه بالبيض المسلوق (ومع ذلك، قد تستمر عائلات جبل طارق من أصل إسباني في تزيينها بهذه الطريقة). وعادةً ما يتم تزجيجها بالبيض المخفوق، وتزين أحيانًا بالمئات والآلاف.

### بان دولسي
يؤكل الخبز بالفواكه الحلوة والمكسرات في وقت عيد الميلاد. مصطلح عموم دولسي يعني «الخبز الحلو» باللغة الإسبانية، ولكن أصوله قد تكمن في إيطاليا مع باندولسي جنوة أو الخبز الحلو البرتغالي. يمكن أن تشمل مكوناته الرئيسية شحم الخنزير والسمن والسكر والدقيق الذاتي واللوز المقشر والزبيب والكشمش والصنوبر والقشر المسكر والبيض واليانسون وغيرها. يزين أحيانًا بالمئات والآلاف تمامًا مثل bollo de hornasso.

## اللحوم

### روليتوس
شريحة رقيقة من اللحم البقري تحيط بفتات الخبز ولحم الخنزير المقدد والبيض والزيتون والخضروات والأعشاب. يمكن خبزها أو قليها أو طهيها في النبيذ. روليتوس هو طبق آخر من أصل مالطي، يشبه براجولي. يُعرف أيضًا باسم زيتون اللحم البقري باللغة الإنجليزية، على الرغم من أن بعض العائلات تفضل صنعه مع لحم الخنزير أو حتى الدجاج. كلمة روليتو تأتي من الكلمة الإسبانية رولو والتي تعني «لفة»، حيث يلف اللحم للاحتفاظ بالمكونات الأخرى بالداخل.

## الحلويات

### جابونيسا
الجابونيسا (بالإنجليزية: Japan Lady) هي كعكة دونات مقلية حلوة مليئة بكريمة تشبه الكسترد. عادة ما يتم الاستمتاع باليابانيساس في وقت الشاي أو كوجبة خفيفة. وهي مغلفة تقليديًا بالشراب أو السكر المحبب. الاسم هو إشارة إلى كعك دوراياكي الياباني الذي يشبه الشكل ويحتوي أيضًا على حشوة حلوة.